# Railway Empire
Railway Empire é um jogo de simulação de trem lançado em 26 de janeiro de 2018 para PC e Linux e no dia 30 de janeiro de 2018 para Playstation 4 e Xbox One. O jogo foi desenvolvido pela Gaming Minds Studios e produzido pela Kalypso Media.

## Sobre o jogo
Railway Empire se passa nos Estados Unidos de 1830 a 1930. Nele, o jogador pode construir uma grande rede de linhas ferroviárias e comprar várias locomotivas. Railway Empire possui vários modos de jogo como o modo campanha, modo cenário, modo livre e modo sandbox.

## DLC e atualizações
O desenvolvimento da Railway Empire continua mesmo após o seu lançamento. O jogo recebeu vários recursos gratuitos e atualizações, bem como uma série de outras correções e melhorias. Além disso, alguns DLCs estão em desenvolvimento. Aqui está a lista:
| Título original do DLC  | Lançamento          | Região                 | Novas locomotivas                                                       |
| ----------------------- | ------------------- | ---------------------- | ----------------------------------------------------------------------- |
| Mexico                  | 8 de Junho 2018     | México                 | Fairlie (0-6-6-0) e Stirling (4-2-2)                                    |
| The Great Lakes         | 17 de Agosto 2018   | Canadá                 | Achilles (0-4-0) e Canadian (2-8-0)                                     |
| Crossing the Andes      | 19 de Outubro 2018  | América do Sul         | Kitson-Meyer (0-8-6-0) e Garratt (2-6-0-0-6-2)                          |
| Great Britain & Ireland | 14 de Dezembro 2018 | Grã-Bretanha e Irlanda | Dez novas locomotivas! Incluindo Rocket (0-2-2) e Firefly (0-2-0)       |
| Germany                 | 1 de Março 2019     | Alemanha               | Dez novas locomotivas! Incluindo Adler (2-2-2) e Rhein (2-4-0)          |
| France                  | 24 de Maio 2019     | França                 | Dez novas locomotivas! Incluindo Coupe Vent (4-4-0) e Forquenot (2-4-2) |

## Prêmios e Nomeações
Railway Empire ganhou 2 prêmios, sendo indicado no total 4 vezes  pelo Deutscher Entwicklerpreis 2018, o prêmio de video-game mais importante dos países de língua alemã! 
- VENCEDOR - Melhor jogo alemão de PC/Console
- VENCEDOR - Melhor Jogo Alemão de Desempenho Técnico
- NOMEADO - Melhor jogo alemão
- NOMEADO - Melhores gráficos

Railway Empire também foi nomeado pela TOMMI - Der deutsche Kindersoftwarepreis 2018 